# 이승훈 (스키 선수)
이승훈(2005년 7월 12일~)은 대한민국의 프리스타일 스키 선수로 주 종목은 하프파이프이다.

## 경력
이승훈은 2005년 경기도 부천시에서 태어났다. 여동생 이소영도 프리스타일 스키 선수이다. 
상일초 4학년 때 인라인 스케이트를 시작했으나 5학년 때 프리스타일 스키로 전향했다. 스키 입문 2개월 만에 대한스키협회 꿈나무 선수로 발탁되는 등 두각을 드러냈다.
이승훈은 2019년에 대한민국 프리스타일 스키 국가대표 상비군에 발탁되었으며 2020년에는 국가대표로 발탁되었다. 그 해 2월 자국 평창에서 열린 아시안컵 하프파이프에서 일본의 이토 루이와 대표팀 동료 신영섭을 꺾고 우승을 차지했다.
2021년 2월 러시아 크라스노야르스크에서 열린 2021년 세계 주니어 선수권 대회에 참가했으며 하프파이프 경기에서 에스토니아의 헨리 실다루의 뒤를 이어 은메달을 획득했다. 같은 해 12월 10일 미국 코퍼마운틴에서 열린 2021–22년 월드컵 하프파이프 경기에서 22위를 하면서 선수 경력 첫 월드컵 경기에 출전했다.
이승훈은 2022년 2월 중화인민공화국 베이징에서 열린 2022년 동계 올림픽에 참가하여 선수 경력 첫 올림픽에 출전했다. 그는 하프파이프 경기에서 1차 시기 49.25점, 2차 시기 56.75점을 기록했고 예선 16위에 올랐다. 올림픽 직후인 3월 스위스 레쟁에서 열린 2022년 세계 주니어 선수권 대회에 참가하여 하프파이프 4위에 올랐다.
2023년 4월에는 조지아 바쿠리아니에서 열린 2023년 세계 선수권 대회에 참가했고 하프파이프 종목 11위에 올랐다. 이듬해인 2024년 2월에는 캐나다 캘거리에서 열린 2023–24년 월드컵 하프파이프 경기에서 미국의 알렉스 페레이라와 핀란드의 욘 살리넨의 뒤를 이어 동메달을 획득하면서 첫 월드컵 메달을 획득했다.
2025년 2월 이승훈은 중화인민공화국 하얼빈에서 열린 2025년 동계 아시안 게임에 하프파이프 경기에 참가했다. 그는 중국의 성하이펑과 대표팀 동료인 문희성을 누르고 1위에 오르며 대한민국 선수로는 최초로 아시안 게임 프리스타일 금메달을 획득했다.